# Чепалов, Анатолий Михайлович
Анатолий Михайлович Чепалов (26 декабря 1944, село имени Полины Осипенко, Хабаровский край) — заслуженный тренер Российской Федерации, отец и тренер трёхкратной олимпийской чемпионки (1998, 2002, 2006), двукратной чемпионки мира (2001, 2005), обладательницы Кубка мира (2001) Юлии Чепаловой.
Имеет эвенкийские корни.

## Чепалов и ФЛГР
Анатолий Чепалов известен независимостью взглядов и многолетней жёсткой критикой в адрес руководителей Федерации лыжных гонок России. Наряду с олимпийским чемпионом 1956 года, заслуженным тренером СССР Николаем Аникиным, заслуженным тренером СССР Александром Грушиным и известным тележурналистом Андреем Кондрашовым является автором целого ряда публикаций в прессе, в которых подвергает критике методы работы руководителей ФЛГР.